# USS Sea Owl (SS-405)
USS Sea Owl (SS-405) – zbudowany w stoczni Portsmouth Naval Shipyard amerykański okręt podwodny typu Balao, podstawowej obok jednostek typu Gato serii amerykańskich okrętów podwodnych w czasie drugiej wojny światowej. Jak inne jednostki swojego typu, został zaprojektowany w konstrukcji częściowo dwukadłubowej, otrzymał kadłub sztywny ze stali o zwiększonej ciągliwości i wytrzymałości celem zwiększenia testowej głębokości zanurzenia do 400 stóp (122 metry). Uzbrojony był w 24 torpedy Mark XIV wystrzeliwane z sześciu wyrzutni torpedowych na dziobie oraz czterech wyrzutni rufowych. Sea Owl był pierwszym amerykańskim okrętem podwodnym wyposażonym w opracowany na początku 1944 roku system napędu bezpośredniego. W trakcie II wojny  światowej brał udział w wojnie podwodnej na Pacyfiku.